# خط حاسوب

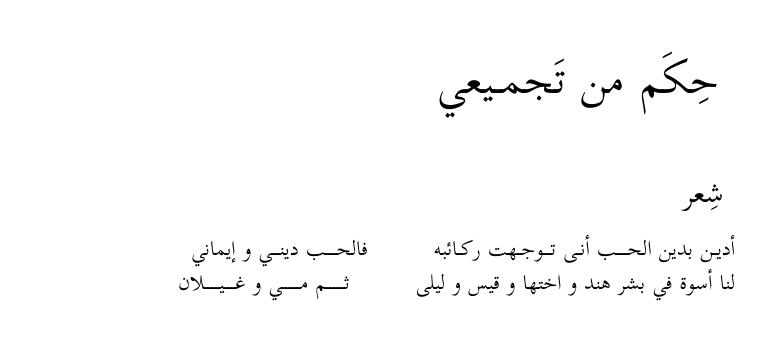
خط حاسوبي عربي

في الحوسبة، الخط هو ملف حاسوب يحتوي على مجموعة من الصور الرمزية أو الرموز.